# Bohai, Peking
Bohai (kinesiska: 渤海) är en köping i Kina. Den ligger i stadsdistriket Huairou i Pekings storstadsområde, i den norra delen av landet, omkring 55 kilometer norr om stadskärnan. Antalet invånare är 14 016. Befolkningen består av 6 869 kvinnor och 7 147 män. Barn under 15 år utgör 10,0 %, vuxna 15-64 år 72 %, och äldre över 65 år 16,0 %.